# Batillipedidae
De Batillipedidae zijn een familie van de beerdiertjes, waarin tot nu toe één geslacht wordt geplaatst: Batillipes.